# Ofer Cassif
Ofer Cassif (Israele, 25 dicembre 1964) è un politico israeliano.
Ha rappresentato Hadash nella Knesset dall'aprile 2019.

## Biografia
Cassif è nato a Rishon LeZion il 25 dicembre 1964. Ha frequentato la scuola elementare Shalmon e il Ginnasio Reali, dove era amico di Nitzan Horowitz. Cresciuto in una famiglia sostenitrice di Mapai, Cassif si unì al gruppo giovanile del Campo di Sinistra di Israele all'età di 16 anni.
Cassif ha prestato servizio nelle Forze di difesa israeliane (IDF) con il Nahal e la brigata paracadutisti Nahal. Durante la Prima Intifada, fu imprigionato quattro volte come obiettore di coscienza, dichiarando di aver rifiutato di partecipare all'“oppressione e occupazione dei Palestinesi”.
Dopo aver completato il servizio militare nel 1987, Cassif ha studiato filosofia all'Università Ebraica di Gerusalemme. Ha poi conseguito un PhD in filosofia politica presso la London School of Economics con una tesi intitolata On nationalism and democracy: A Marxist examination (Sul nazionalismo e la democrazia: un esame marxista), e ha completato una borsa di studio post-dottorato presso la Columbia University.
A partire dal 2019, Cassif tiene lezioni di scienze politiche all'Università di Tel Aviv e al Sapir Academic College.

## Carriera politica
Mentre studiava all'Università Ebraica di Gerusalemme, Cassif era un attivista contro la guerra e lavorava come assistente parlamentare del deputato di Hadash Meir Vilner. Le convinzioni politiche di Cassif furono influenzate dal Marxismo e dal socialismo.
Per le elezioni della Knesset dell'aprile 2019, Cassif fu posizionato al quinto posto nella lista congiunta Hadash–Ta'al, occupando il "posto ebraico" dopo il ritiro di Dov Khenin. Nel marzo 2019, la Commissione Elettorale Centrale lo squalificò dalla corsa, citando dichiarazioni ritenute provocatorie, inclusa la sua descrizione di Ayelet Shaked come "spazzatura neo-nazista". La Corte Suprema di Israele annullò questa decisione, consentendo la sua candidatura. È entrato nella Knesset dopo che l'alleanza ha vinto sei seggi ed è stato successivamente rieletto nel settembre 2019, nel 2020 e nel 2021.
Nell'aprile 2021, Cassif è stato filmato mentre veniva aggredito dalla polizia durante una protesta contro gli sfratti e gli insediamenti israeliani a Sheikh Jarrah, Gerusalemme Est. Politici di tutto lo spettro politico, inclusi Ahmad Tibi e Gideon Sa'ar (che descrisse l'attacco come "un colpo omicida al parlamento e all'immunità parlamentare"), hanno condannato l'incidente. Cassif è stato indagato per aver presumibilmente colpito per primo un agente di polizia.
Cassif si è dichiarato "un esplicito anti-sionista". In un'intervista con Haaretz, Cassif ha detto: "Mi oppongo all'ideologia e alla pratica del Sionismo... è una ideologia razzista e una pratica che sostiene la supremazia ebraica".
L'8 ottobre 2023, poco dopo l'inizio della Guerra di Gaza, Cassif ha dichiarato ad Al Jazeera che il suo partito aveva avvertito che la continua occupazione israeliana dei territori palestinesi avrebbe portato a tale conflitto. Ha definito il governo israeliano "fascista" e lo ha accusato di aver compiuto pogrom e pulizia etnica contro i Palestinesi. Questi commenti hanno portato a una sospensione di 45 giorni da parte della commissione etica della Knesset, che lui ha caratterizzato come "un altro chiodo nella bara della libertà di espressione politica".
Il 7 gennaio 2024, Cassif ha annunciato l'intenzione di unirsi al Sudafrica nei suoi procedimenti legali contro Israele, avviati ai sensi della Convenzione sul genocidio Cassif ha dichiarato:

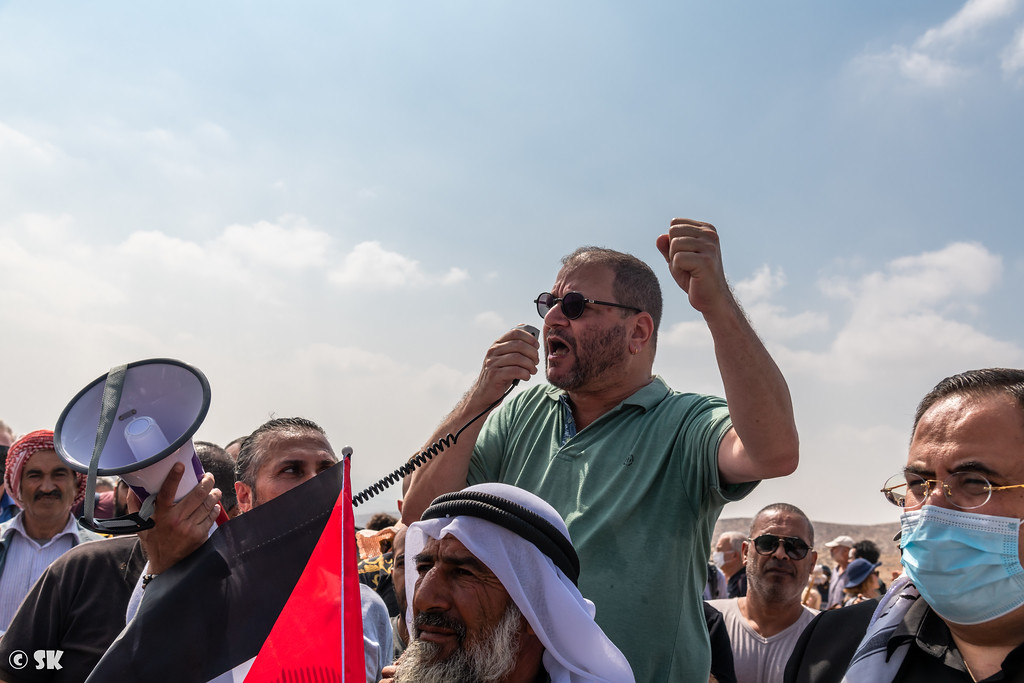
Ofer Cassif in una manifestazione ad At-Tuwani, ottobre 2021.

In risposta ai suoi commenti, 85 dei 120 membri della Knesset hanno firmato una petizione per espellere Cassif dal parlamento, accusandolo di tradimento Il provvedimento è stato messo ai voti il 19 febbraio 2024, con Cassif che ha evitato per un soffio l'espulsione.
Nel novembre 2024, il Comitato Etico della Knesset ha sospeso Cassif per sei mesi dalle riunioni plenarie e di commissione, consentendo la partecipazione solo al voto, una sanzione considerata una delle più severe degli ultimi anni Inoltre, il comitato ha trattenuto due settimane del suo stipendio. La sospensione ha citato un tweet di Cassif in cui si riferiva ai palestinesi che combattevano l'IDF a Jenin come "combattenti per la libertà" e il suo continuo sostegno pubblico al caso di genocidio del Sudafrica contro Israele

## Vita privata
Cassif è ebreo. È sposato e ha un figlio. Vive a Rehovot.